# Baicalellia daftpunka
Baicalellia daftpunka — вид війчастих плоских червів родини Provorticidae. Описаний у 2018 році.

## Назва
Вид названо на честь французького рок-гурту Daft Punk. Назва посилається на шоломоподібні стилети, що подібні на шоломи в яких виступали учасники гурту.

## Поширення
Відомий лише у типовому місцезнаходженні — мис Clover Point у місті Вікторія провінції Британська Колумбія на заході Канади.